# Затишшя (Кременецький район)
Зати́шшя — село в Україні, у Почаївській міській громаді Кременецького району Тернопільської області. Розташоване на заході району. До 2015 підпорядковане Почаївській міськраді.
Населення — 295 осіб (2001).

## Історія
12 червня 2020 року, відповідно до розпорядження Кабінету Міністрів України № 724-р «Про визначення адміністративних центрів та затвердження територій територіальних громад Тернопільської області», увійшло до складу Почаївської міської громади.
19 липня 2020 року, в результаті адміністративно-територіальної реформи та ліквідації Кременецького (1940-2020) району, село увійшло до складу новоутвореного Кременецького району.

## Населення

### Мова
Розподіл населення за рідною мовою за даними перепису 2001 року:
| Мова       | Кількість | Відсоток |
| ---------- | --------- | -------- |
| українська | 295       | 100%     |

## Галерея

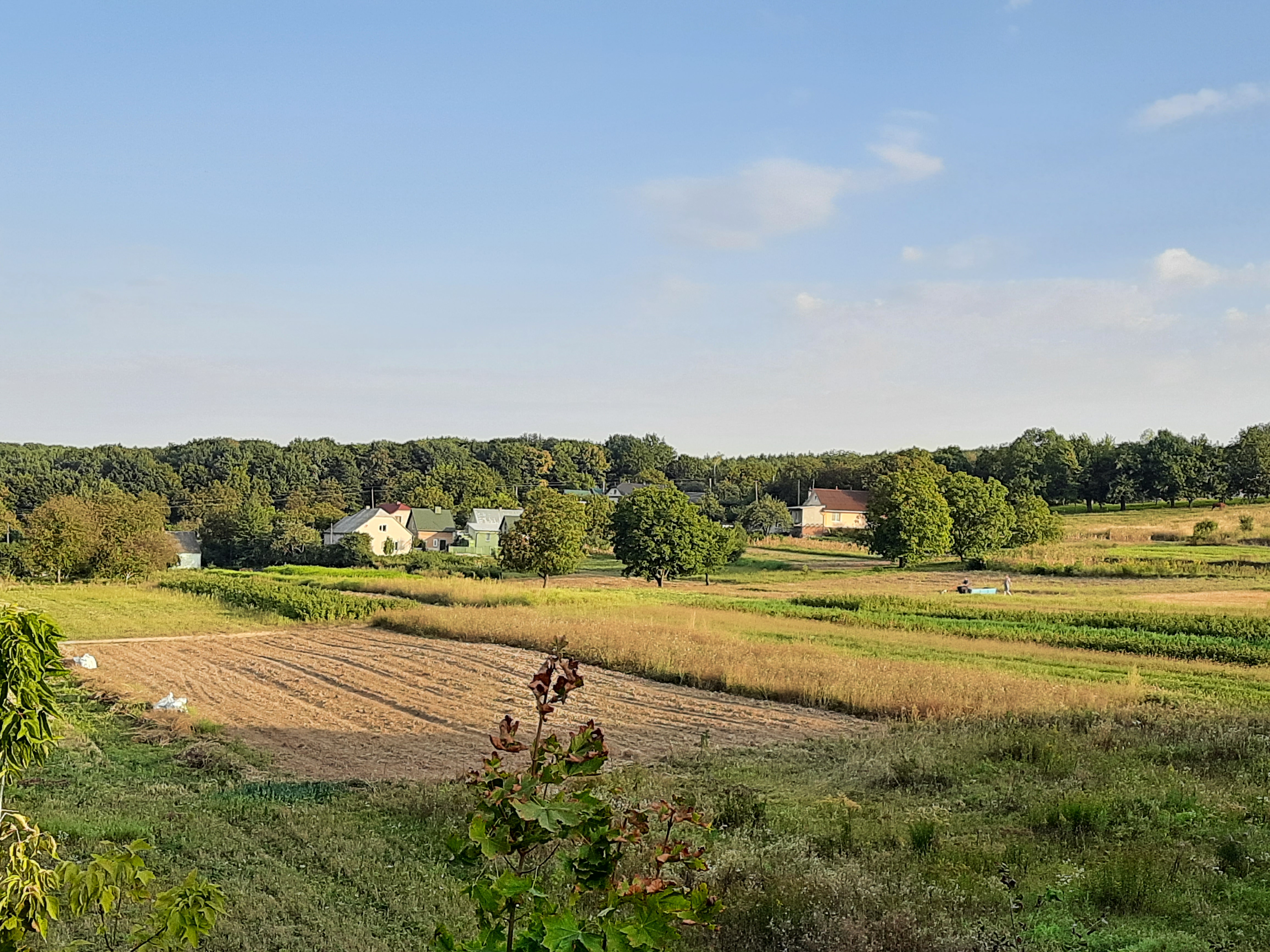
Вигляд на село з пагорба
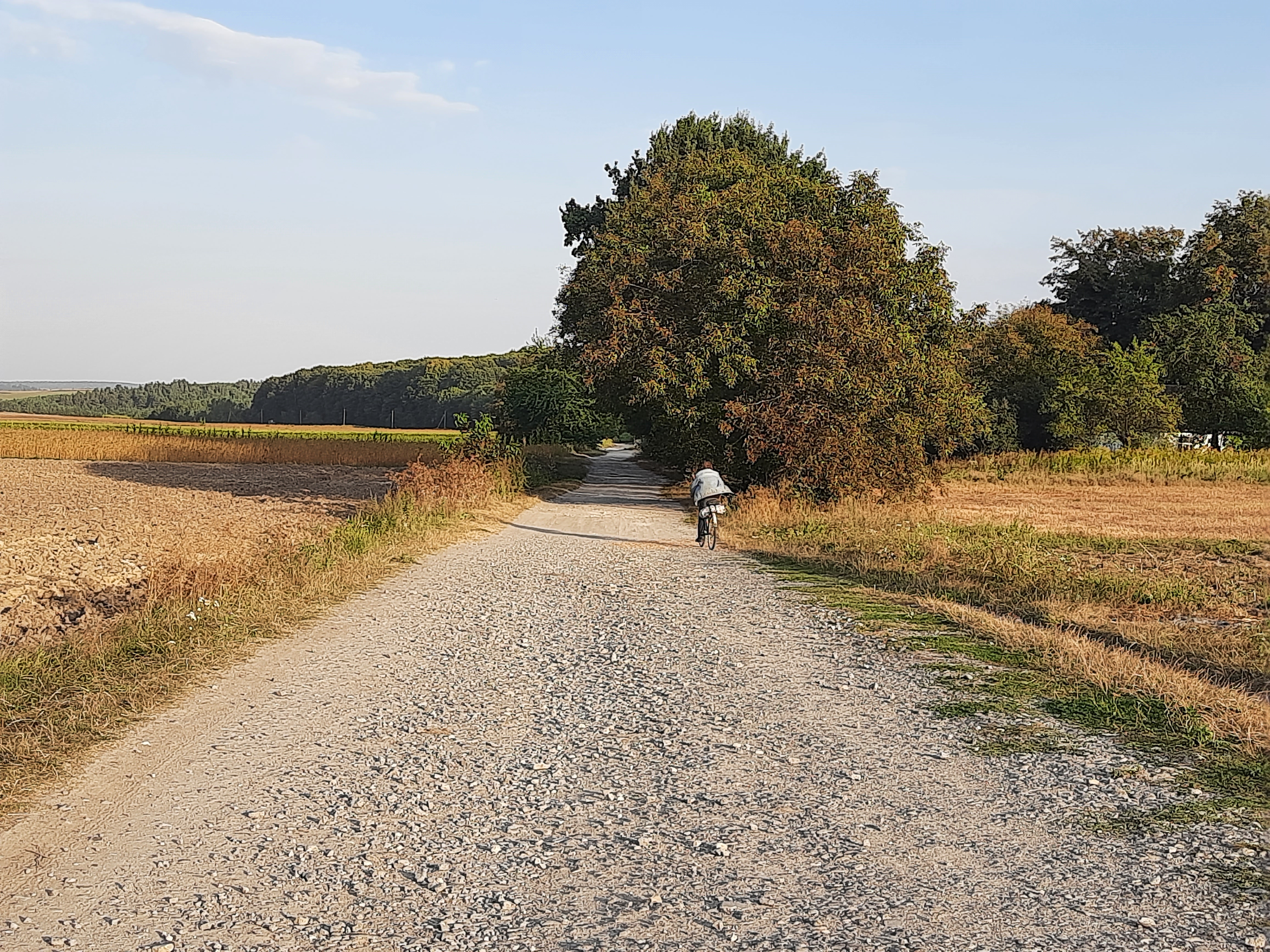
Дорога в село
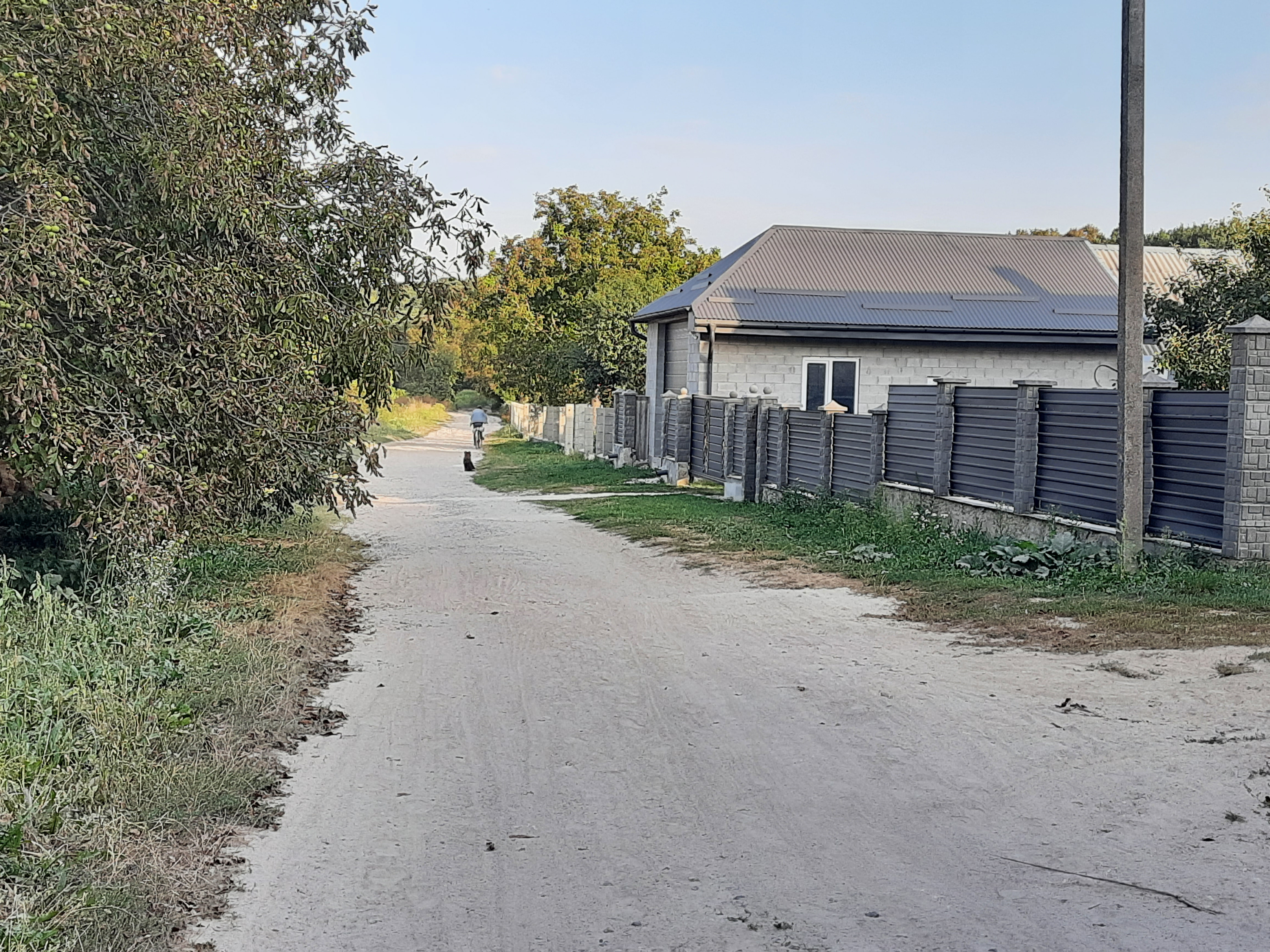
Сільська вулиця
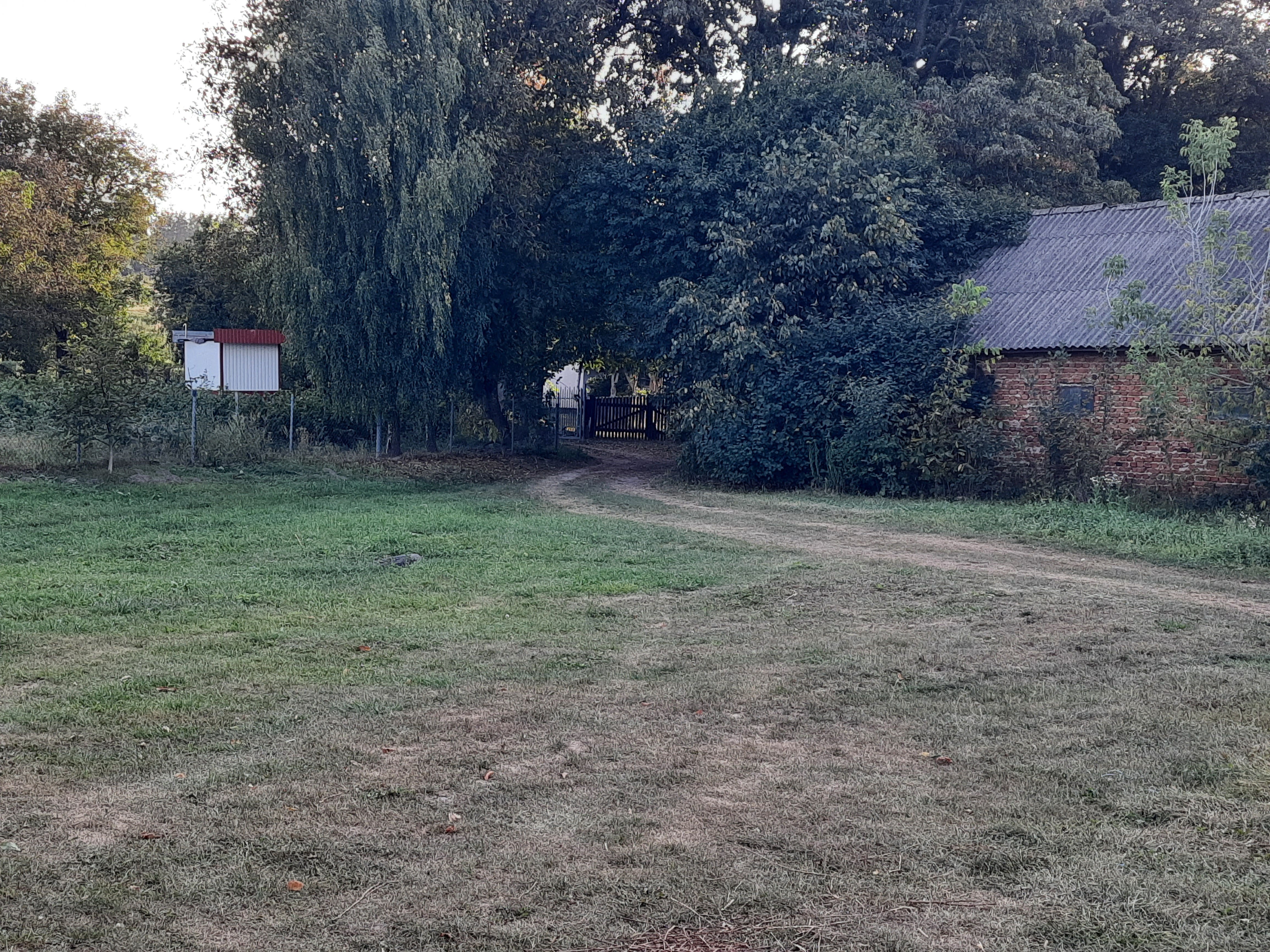
Сільський пейзаж